# 멸진정
멸진정(滅盡定, 산스크리트어: nirodha-samāpatti)은 다음의 분류, 그룹 또는 체계의 한 요소이다.
- 무상정(無想定)과 멸진정(滅盡定)의 2무심정(二無心定) 가운데 하나이다.
- 부파불교의 설일체유부의 5위 75법의 법체계에서 4번째 위(位: 그룹)인 불상응행법(不相應行法: 14가지) 가운데 하나이다.
- 대승불교의 유식유가행파와 법상종의 5위 100법의 법체계에서 4번째 위(位: 그룹)인 심불상응행법(心不相應行法: 24가지) 가운데 하나이다.

멸진정은 멸정(滅定) · 멸진등지(滅盡等至) · 멸진삼매(滅盡三昧) · 상수멸정(想受滅定) 또는 멸수상정(滅受想定)이라고도 한다.
멸진정은 무상정(無想定)과 마찬가지로 마음[心]과 마음작용[心所]을 소멸[滅盡]시켜 무심(無心)의 상태에 머무르게 하는 선정이다. 무상정은 이생범부(異生凡夫)가 닦고 득(得)하는 선정임에 비해 멸진정은 성자가 모든 심상(心想)을 다 없애고 적정(寂靜)하기를 바래서 닦는 선정으로, 특히 선정의 장애[定障]를 멀리 떠난 부처와 구해탈(俱解脫)의 아라한이 그 지닌 바 역량을 바탕으로 득(得)하는 선정이다. 멸진정은 무색계의 4천 중 제3천인 무소유처(無所有處)의 번뇌를 이미 떠난 상태에서 닦는 선정이기 때문에, 그 경지가 거의 무여열반(無餘涅槃)의 적정(寂靜)에 비견된다.
멸진정에 대해서는 부파 또는 종파에 따라 의견이 서로 다르다. 같은 부파 또는 종파의 논서들에서도 멸진정의 세부 내용에 대해 서로 다른 의견이 존재한다. 그리고 현대의 학자들의 해석에도 차이가 발견된다. 이러한 각종의 이설(異說) 가운데 가장 두드러진 것들을 들면 다음과 같은 것들이 있다.
- 멸진정이 무색계의 최고위의 하늘인 비상비비상처에 들어가는 것으로 보는 견해가 있다. 이와는 달리, 비상비비상처에서 별도의 노력을 기울여서 득해야 하는, 크게 보아 비상비비상처에 속하기는 하지만 그것과는 별도의 선정인 것으로 보는 견해가 있다.
- 부파불교의 설일체유부는 멸진정을 별도의 실체, 즉 실법(實法)으로 본다. 반면 부파불교의 경량부와 대승불교의 유식유가행파는 멸진정을 실법(實法)으로 보지 않으며, 마음[心]과 마음작용[心所]이 전전(轉轉)하지 않는 분위(分位: 국면, 양태, 단계, phase)를 마치 실재인 것으로 가립한 가법(假法)으로 본다.
- 설일체유부에서는 멸진정이 모든 마음(즉 6식)이 다 소멸된 완전한 무심의 상태라고 보는데, 유식유가행파에서는 마음(즉 8식) 중에서 제7식인 말나식까지만 소멸되며 제8식인 아뢰야식은 소멸되지 않는다고 본다.
- 분별론자(分別論者)는 멸진정에 들면 상(想)과 수(受)의 마음작용이 함께 소멸되지만 '미세한 마음[細心]'이 소멸되지 않고 남아있다고 본다.

## 부파불교

### 아비달마품류족론
《아비달마품류족론》에서는 멸진정(滅盡定)을 멸정(滅定)이라고 칭하고 있다. 이 논서에 따르면, 멸진정은 무소유처(無所有處)의 번뇌[染]을 떠난 상태에서 지식상(止息想: 멈추어 쉬려는 생각, 의도 또는 의지)을 작의(作意: 결심하고 실행함)하는 것을 특징으로 하는, 마음과 마음작용이 소멸되는 선정이다.

### 아비달마구사론
《아비달마구사론》에 따르면,

멸진정(滅盡定)은 무상정과 마찬가지로 마음과 마음작용이 소멸되게 하는 선정이다. 그리고 멸진정과 무상정은 모두 개별적 실체, 즉 실유(實有) 또는 실법(實法)이다.
이러한 점에서는 두 선정은 동일하지만, 무상정의 경우 해탈을 구하기 위하여 출리상(出離想: 벗어나 떠나려는 생각, 의도 또는 의지)을 작의(作意: 결심하고 실행함)하는 것을 우선으로 삼으며, 멸진정은 정주(靜住: 마음이 산란을 떠나 고요히 머무는 것)를 구하기 위하여 지식상(止息想: 멈추어 쉬려는 생각, 의도 또는 의지)을 작의(作意: 결심하고 실행함)하는 것을 우선으로 삼는다는 점에서 차이가 있다.
무상정이 색계의 4선천(四禪天) 중 최고위인 제4정려에 존재하는 것임에 비해, 멸진정은 오로지 유정(有頂, 산스크리트어: bhavāgra) 즉 무색계의 4천(四天) 중 최고위인 바로 비상비비상처(非想非非想處)에만 존재한다. 유정(有頂)은 유정천(有頂天) 또는 유정지(有頂地)라고도 하는데 비상비비상처를 가리키는 말이다. 유정(有頂)은 문자 그대로는 '유(有)의 꼭대기[頂]'라는 뜻으로, 욕유 · 색유 · 무색유의 3유(三有)에서 가장 높은 곳이기 때문에 유정(有頂)이라고 한다. 또는 거기에 태어난 유정(有情, 중생)의 소의신은 최상의 업에 의해 낳아진 것이기 때문에 유정(有頂)이라고 한다. 따라서, 멸진정은 3계 중 가장 고급한 상태 또는 경지에 도달한 후에야 비로소 획득할 수 있는 선정이다. 따라서 아직 부처의 경지에는 미치지 못하였지만 부처의 상태에 거의 근접한 성자들 즉 아라한들만이 획득할 수 있는 선정이다. 즉, 멸진정은 부처와 구해탈(俱解脫: 정력(定力)과 진지력(眞智力)으로써 번뇌장과 해탈장을 함께 벗어나는 것)을 성취한 아라한만이 득할 수 있는 선정이다.
멸진정은 무상정과 마찬가지로 이염득(離染得)이 아니라 가행득(加行得)이다. 즉, 무상정이 색계의 제3정려의 번뇌를 끊고 제4정려에 올랐다고 해서 저절로 획득되는 선정이 아닌 것처럼, 멸진정 역시 무색계의 제3천인 무소유처의 번뇌를 끊고 비상비비상처에 올랐다고 해서 저절로 획득되는 선정이 아니다. 즉 멸진정은, 무상정과 마찬가지로, 비상비비상처에서 가행(加行) 즉 별도의 노력을 기울여야만 비로소 득(得)할 수 있는 선정이다.
단, 부처의 경우에는 진지(盡智)를 성취할 때, 즉 일체의 번뇌가 이미 다하였다는 것을 알 때, 즉 성불(成佛)할 때, 즉 보리(菩提)를 증득할 때 멸진정이 획득되기 때문에, 가행득이 아닌 이염득이다. 그리고, 성불한 존재 즉 부처의 원만한 덕성[圓德]은 가행 즉 노력에 의해 획득되는 것이 아니라 욕락(欲樂)에 의해 갖추어지는 것 즉 필요시 원할 때 저절로 갖추어지는 것으로, 멸진정이라는 원만한 덕성 또는 공덕을 포함한 부처의 모든 공덕은 모두 이염득이다.
무상정은 이생(즉 범부)이나 외도가 닦는 선정이고, 멸진정은 성자가 닦는 선정이다. 무상정의 이숙과는 색계 제4선 광과천으로, 여기서는 소의신을 갖기 때문에 무상(無想)에 들더라도 존재가 소멸된다는 두려움이 없으므로 이생(즉 범부)도 획득할 수 있지만, 멸진정은 그 이숙과가 무색계의 유정천 즉 비상비비상천이기 때문에 무상에 들게 되면 존재가 소멸된다는 두려움을 느끼게 되기 때문에 이생(즉 범부)은 결코 획득할 수 없다.
그리고 유정천의 견소단의 혹(惑)을 끊지 못한 자는 멸진정을 일으킬 수 없는데, 유정천의 견혹은 유루지로써는 끊을 수 없고 오로지 무루지로써만 끊을 수 있기 때문에 멸진정은 오로지 성도(聖道)의 힘에 의해 일어나는 것이라고 말한다.

## 참고 문헌
- 곽철환 (2003). 《시공 불교사전》. 시공사 / 네이버 지식백과. |title=에 외부 링크가 있음 (도움말)
- 권오민 (1991). 《경량부철학의 비판적 체계 연구》. 동국대학원 철학박사 학위논문.
- 무착 지음, 현장 한역 (K.571, T.1602). 《현양성교론》. 한글대장경 검색시스템 - 전자불전연구소 / 동국역경원. K.571(16-1), T.1602(31-480). |title=에 외부 링크가 있음 (도움말)
- 미륵 지음, 현장 한역, 강명희 번역 (K.614, T.1579). 《유가사지론》. 한글대장경 검색시스템 - 전자불전연구소 / 동국역경원. K.570(15-465), T.1579(30-279). |title=에 외부 링크가 있음 (도움말)
- 세우 지음, 현장 한역, 송성수 번역 (K.949, T.1542). 《아비달마품류족론》. 한글대장경 검색시스템 - 전자불전연구소 / 동국역경원. K.949(25-149), T.1542(26-692). |title=에 외부 링크가 있음 (도움말)
- 세친 지음, 현장 한역, 권오민 번역 (K.955, T.1558). 《아비달마구사론》. 한글대장경 검색시스템 - 전자불전연구소 / 동국역경원. K.955(27-453), T.1558(29-1). |title=에 외부 링크가 있음 (도움말)
- 세친 지음, 현장 한역, 송성수 번역 (K.618, T.1612). 《대승오온론》. 한글대장경 검색시스템 - 전자불전연구소 / 동국역경원. K.618(17-637), T.1612(31-848). |title=에 외부 링크가 있음 (도움말)
- 세친 지음, 현장 한역, 송성수 번역 (K.644, T.1614). 《대승백법명문론》. 한글대장경 검색시스템 - 전자불전연구소 / 동국역경원. K.644(17-808), T.1614(31-855). |title=에 외부 링크가 있음 (도움말)
- 운허.  동국역경원 편집, 편집. 《불교 사전》. |title=에 외부 링크가 있음 (도움말)
- (중국어) 무착 조, 현장 한역 (T.1602). 《현양성교론(顯揚聖敎論)》. 대정신수대장경. T31, No. 1602, CBETA. |title=에 외부 링크가 있음 (도움말)
- (중국어) 미륵 조, 현장 한역 (T.1579). 《유가사지론(瑜伽師地論)》. 대정신수대장경. T30, No. 1579. CBETA. |title=에 외부 링크가 있음 (도움말)
- (중국어) 星雲. 《佛光大辭典(불광대사전)》 3판. |title=에 외부 링크가 있음 (도움말)
- (중국어) 세우 조, 현장 한역 (T.1542). 《아비달마품류족론(阿毘達磨品類足論)》. 대정신수대장경. T26, No. 1542, CBETA. |title=에 외부 링크가 있음 (도움말)
- (중국어) 세친 조, 현장 한역 (T.1558). 《아비달마구사론(阿毘達磨俱舍論)》. 대정신수대장경. T29, No. 1558, CBETA. |title=에 외부 링크가 있음 (도움말)
- (중국어) 세친 조, 현장 한역 (T.1612). 《대승오온론(大乘五蘊論)》. 대정신수대장경. T31, No. 1612, CBETA. |title=에 외부 링크가 있음 (도움말)
- (중국어) 세친 조, 현장 한역 (T.1614). 《대승백법명문론(大乘百法明門論)》. 대정신수대장경. T31, No. 1614, CBETA. |title=에 외부 링크가 있음 (도움말)